# Balestrino
Balestrino (ligur nyelven Barestin, Baestìn vagy Balèstrìn település Olaszországban, Liguria régióban, Savona megyében. Lakosainak száma 530 fő (2023. január 1.). Balestrino Castelvecchio di Rocca Barbena, Cisano sul Neva, Toirano, Ceriale és Zuccarello községekkel határos.

## Története
Balestrino két részből áll. A domb tetején található történelmi óvárosa, míg a völgyben, alatta helyezkedik el az új városrész. Miután vízellátási (hidrogeológiai) bizonytalansága miatt 1953-ban elhagyták lakói, az óvárosi részen kísértetváros alakult ki, míg az új városrész a mai napig lakott település.

## Népesség
A település népességének változása:
| Lakosok száma | 582  | 553  | 530  |
|               | 2017 | 2018 | 2023 |